# Mid90s
Mid90s ist ein US-amerikanischer Skater- und Coming-of-Age-Film, der am 9. September 2018 im Rahmen des Toronto International Film Festivals Premiere feierte. Er markiert nach einigen Kurzfilmen das Regiedebüt des zweifach Oscar-nominierten Schauspielers Jonah Hill bei einem abendfüllenden Spielfilm. Am 10. Februar 2019 wurde der Film in der Sektion Panorama der Internationalen Filmfestspiele Berlin erstmals in Deutschland gezeigt. Der Kinostart in Deutschland war am 7. März 2019.

## Handlung
Der 13-jährige Stevie wächst in den 1990er Jahren in Los Angeles auf. Zusammen mit seinem älteren Bruder Ian wohnt er bei seiner alleinerziehenden Mutter Dabney, wirkliche Freunde hat er allerdings nicht. Zu Ian schaut er einerseits zwar auf und ist von dessen Zimmer, Kleidung und der Sammlung von Mixtapes fasziniert, andererseits streiten die beiden sich oft und Stevie wird regelmäßig von Ian verprügelt. Stevies Geschenk zu dessen 18. Geburtstag findet bei diesem daher auch keine Beachtung.
Eines Tages sieht Stevie auf der Straße eine Gruppe von Skatern und beginnt sich für diesen Sport zu interessieren. In den folgenden Wochen hört er ihnen heimlich zu, wenn sie in einem Skaterladen abhängen und herumalbern. Er besorgt sich von Ian ein Skateboard, mit dem er fortan fleißig übt. Während eines weiteren Besuchs im Skaterladen kommt Stevie mit Ruben in Kontakt und findet so schließlich Zugang zur Gruppe, von der er schnell den Spitznamen Sunburn verpasst bekommt. Neben Ruben gibt es in der Gruppe noch den Afroamerikaner Ray, den sowohl Stevie als auch Ruben als den Coolsten der Jungs ansehen. Dann sind da noch der langhaarige, blondierte Junge, der nach seinen Skatetricks immer „Fuck Shit“ sagt und daher auch von den anderen so genannt wird, und Fourth Grade, der seinen Namen bekam, weil er gerade einmal so schlau wie ein Viertklässler sei. Fourth Grade wäre gerne ein Filmemacher; die Unternehmungen und Tricks der Jungs werden von ihm daher mit einer Handkamera auf Video aufgenommen.
Für Stevie beginnt ein völlig neues Leben. Die fünf Kumpel skaten nun gemeinsam an verbotenen Plätzen, rauchen und liefern sich Wortgefechte mit einem Sicherheitsmann. Wenn Stevie nach Hause geht, wechselt er seine Kleidung und spült sich den Mund aus, damit seine Mutter nicht bemerkt, dass er geraucht hat. Durch seine neuen Freunde gewinnt Stevie an Selbstvertrauen und lernt außerdem, sich gegenüber seinem Bruder zu behaupten, von dem er in seinem bisherigen Leben immer nur Prügel einstecken musste. Als Ian ihn gemeinsam mit der Skateboard-Gruppe sieht und von Fuckshit verbal angegriffen wird, zieht er sich zurück und scheut, was sonst nicht seine Art ist, die Konfrontation. Dieses Erlebnis fühlt sich für Stevie wie ein Triumph über seinen gemeinen Bruder an. Die Gruppe ist auch dabei, als Stevie auf einer Party sein erstes sexuelles Erlebnis mit einem Mädchen hat und mächtig stolz ist. Mit der Zeit schaut Ruben jedoch immer missmutiger zu, wie schnell Stevie sich entwickelt und wie viel Aufmerksamkeit ihm die anderen Gruppenmitglieder widmen.
Stevies Veränderungen bleiben auch von seiner Mutter nicht unbemerkt, immer häufiger rebelliert er außerdem gegen seine Familie. Mal kommt er zu spät nach Hause, mal betrinkt er sich mit seinen Freunden. Als er sich nach einem gewagten Sprung beim Skaten am Kopf verletzt, stattet seine Mutter seinen neuen Freunden einen Besuch im Skaterladen ab und versucht ihnen den Umgang mit Stevie zu untersagen. Die Freunde machen sich über den Eifer der Mutter lustig. Stevie lehnt sich ebenfalls gegen sie auf und fährt nicht mehr mit ihr nach Hause.
Durch diese neuen Probleme empfindet Stevie sein Leben als schlecht und ungerecht und spricht mit Ray darüber. Doch dieser erklärt ihm, dass jeder mit Problemen zu kämpfen habe, und erzählt zur Veranschaulichung von den einzelnen Gruppenmitgliedern: Ray selbst hat seinen kleinen Bruder durch einen Autounfall verloren, Fourth Grade ist arm, Rubens Mutter ist Alkoholikerin. Durch seinen persönlichen Verlust geprägt, passt Ray nun besonders gut auf seinen jungen neuen Freund auf. Währenddessen wendet Fuckshit, bislang Rays bester Freund, sich mehr und mehr Partys und Drogen zu, was Ray nicht gutheißt. Fuckshit hingegen ist nicht damit einverstanden, dass Ray vermehrt Kontakt mit Skateprofis hat und fühlt sich ausgeschlossen. Stevie und Ruben geraten ebenfalls aneinander und prügeln sich. Es scheint, als würde die Gruppe beginnen, auseinanderzufallen.
Während einer leichtsinnigen Autofahrt mit dem völlig betrunkenen bzw. auf Droge befindlichen Fuckshit am Steuer kommt es zu einem Unfall, bei dem Stevie verletzt wird. Er erwacht mit einem eingegipsten Arm im Krankenhaus. Neben ihm sitzt sein Bruder Ian und auch seine Mutter kommt dazu. Als diese in der Wartehalle des Krankenhauses sieht, dass Stevies vier Freunde dort offenbar schon seit längerer Zeit übermüdet warten, hat sie ein Einsehen und lässt sie Stevie im Krankenzimmer besuchen. Fourth Grade spielt ihnen dort einen Videofilm vor, den er in den letzten Wochen gedreht hatte und der ihre gemeinsamen Momente beim Skaten zeigt.

## Produktion
Der Drehbuchautor und Schauspieler Jonah Hill gab mit dem Coming-of-Age-Film sein Regiedebüt. Von ihm stammt auch das Drehbuch. Sowohl für seine Rolle in Moneyball (2011) als auch in The Wolf of Wall Street (2013) hatte Hill Oscar-Nominierungen als bester Nebendarsteller erhalten. Er selbst spielt in dem Film nicht mit.
Die Hauptrolle des 13-jährigen Stevie wurde mit dem Nachwuchsschauspieler Sunny Suljic besetzt, der in den Jahren zuvor bereits in kleineren und größeren Rollen in den Filmen The Killing of a Sacred Deer und Don’t Worry, weglaufen geht nicht zu sehen war. Der für einen Oscar nominierte Schauspieler Lucas Hedges spielt seinen großen Bruder Ian, Katherine Waterston seine Mutter Dabney. Der Skateboarder Na-kel Smith, der im Film Ray spielt, hat sich vor seinem Schauspieldebüt in Los Angeles einen Namen als Modedesigner, Rapper und Songwriter gemacht.
Als Kameramann für den auf 16 mm gedrehten Film fungierte Christopher Blauvelt. Der Soundtrack stammt von Trent Reznor und Atticus Ross. Der Soundtrack wurde am 19. Oktober 2018 veröffentlicht.
Der von A24 und Waypoint Entertainment produzierte Film feierte am 9. September 2018 im Rahmen des Toronto International Film Festivals seine Premiere. Am 19. Oktober 2018 kam er in ausgewählte US-Kinos. Die Deutschlandpremiere fand am 10. Februar 2019 auf der Berlinale statt. Der Kinostart in Deutschland erfolgte am 7. März 2019 im Verleih der MFA+ Filmdistribution. Seit dem 12. Juli 2019 steht der Film auch auf dem Streamingdienst Amazon Prime Video zum Abruf zur Verfügung. Ende Juli 2019 wurde er beim Jerusalem Film Festival gezeigt.

## Rezeption

### Altersfreigabe
In den USA erhielt der Film von der MPAA ein R-Rating, was einer Freigabe ab 17 Jahren entspricht. In Deutschland wurde der Film von der FSK ab 12 Jahren freigegeben, ist in Begleitung der Eltern jedoch bereits ab 6 Jahren erlaubt. In der Freigabebegründung heißt es: „Einige gewalthaltige und dramatische Szenen sowie die teils vulgäre, sexualisierte Sprache können Kinder unter 12 Jahren irritieren und überfordern. 12-Jährige sind in der Lage, diese Aspekte dem Kontext sowie den dargestellten Figuren zuzuordnen.“ Weiter heißt es, die positive Grundstimmung und die Betonung von Freundschaft und Zusammenhalt biete ab 12-Jährigen ausreichend emotionalen Halt.
Die Filmkritikerin Antje Wessels erklärt, wer sich dafür entscheide, ein Kinoticket zu lösen, müsse wissen, dass Mid90s eine Liebeserklärung an die 1990er Jahre sei. Auch wenn in den 85 Minuten des Films nicht viel passiere, fühle man sich schon nach wenigen Minuten umarmt von einer Gruppe junger Erwachsener, die sich völlig frei irgendwelcher Figurenkonventionen in die Herzen der Zuschauer spielten und sich einfach echt anfühlten. Die jungen Protagonisten seien zwar rebellische, naive Menschen, die beileibe nicht in jeder Situation korrekt handelten, doch die Macher forcierten den Lifestyle der Teens nie als Problem und machten das Milieu nie zu etwas Abgründigem. Zu den ersten sexuellen Erfahrungen auf der einen Seite gehöre auf der anderen eben auch der erste Konsum von Rauschmitteln, genauso wie durchzechte Nächte, so Wessels weiter: „Hill lässt seine Protagonisten vor der Kamera all das erleben, was Jugendliche in ihrem Alter, im Speziellen zur damaligen Zeit, eben in ihren Jahren des Heranwachsens durchgemacht haben.“

### Kritiken
Bislang konnte der Film 81 Prozent der bei Rotten Tomatoes aufgeführten Kritiker überzeugen und erhielt hierbei eine durchschnittliche Bewertung von 7,1 der möglichen 10 Punkte.

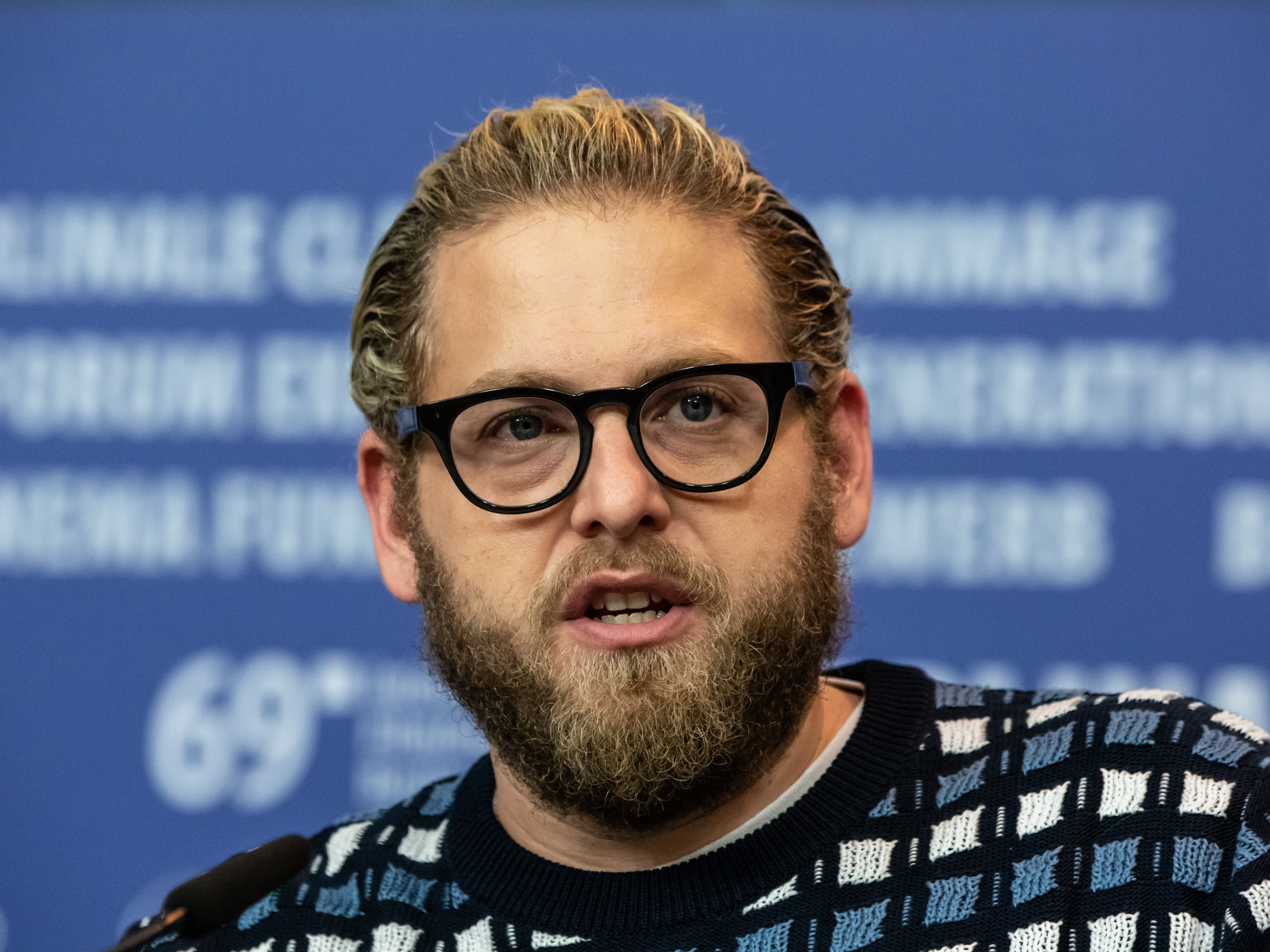
Der Regisseur Jonah Hill bei der Pressekonferenz auf der Berlinale 2019

Der Film habe einen entscheidenden Vorteil gegenüber dem Gros der herkömmlichen Teeniefilme, lobt Jonas Lages in seiner positiven Kritik im Berliner Tagesspiegel: „Jonah Hill erinnert sich, wie es ist, jung zu sein. Und er weiß, was Skaten bedeutet. […] Wie all das in seinem nostalgielosen Naturalismus ins 4:3 Bild gesetzt wird, ist so nah am Jungsein, wie es das Kino mit seinen Mitteln nur sehr selten schafft.“ Dabei gelinge es dem Film, zugleich zeitlos und absolut zeitspezifisch zu sein. „Denn wie der Titel nahelegt, geht es in Mid90s auch um eine Epoche und ihr Lebensgefühl. […] Die Zeichen der Zeit sind kein totes Dekor, sondern in die Textur des Films gewoben – sei es das Girl-T-Shirt oder ein Track von A Tribe Called Quest. Jonah Hill versteht den sinnstiftenden Wert von Popkultur, vom Skaten, von Hip-Hop.“
Christian Hein erklärt im Berlinale-Blog von epd Film, Jonah Hill übe in seinem Film deutliche Kritik an antiquierten Geschlechterbildern, die in einigen Köpfen noch nicht ausgestorben schienen: „Das geht bis hin zu dem Ratschlag das Wort ‚Danke‘ zu unterlassen, das sei ‚gay‘. Frauen sind ‚bitches‘ und Prahlereien über Party-Eroberungen die Messlatte für den gegenseitigen Respekt in der Gruppe.“ Der Film sei eine Liebeserklärung an die Skateboard-Szene der Neunzigerjahre, ans Rumhängen, an Hauspartys mit billigem Bier aus 40-oz-Flaschen und an die Freiheit der Hinterhof-Skateparks von Los Angeles. „Auch der populären Szene der eigenproduzierten Skate-Videos wird in Hills Film mit einer in typischer Fisheye-Optik gedrehten Schlusssequenz Tribut gezollt.“
Julian Hanich schreibt im Filmbulletin, Mid90s zeige die Hierarchien, Rivalitäten und Eifersüchte von Teenagergruppen, wenngleich die Härten des Ausgeschlossenseins etwas zu sanft abgefedert werden: „Der Film beschränkt sich auf die männliche Perspektive – Frauenfiguren spielen nur am Rand eine Rolle.“ Hill höre dabei sehr genau hin, und ein faszinierender Teil der Textur dieses Films sei das vernuschelte verbale Posen, das im Dienst seines Subkultur-Authentizitätseffekts auch homophobe und frauenfeindliche Sprüche enthält. Wohin die fragwürdige Form der Maskulinität der fünf Jungs später führt, erfahre der Zuschauer nicht, so Hanich.

### Einsatz im Unterricht
Das Onlineportal kinofenster.de empfiehlt Mid90s für die Unterrichtsfächer Deutsch, Ethik, Sozialkunde/Gemeinschaftskunde und Musik und bietet Materialien zum Film für den Unterricht.

### Auszeichnungen (Auswahl)
Critics’ Choice Movie Awards 2019
- Nominierung als Bester Jungdarsteller (Sunny Suljic)

Independent Spirit Awards 2019
- Nominierung für den Besten Schnitt (Nick Houy)

## Synchronisation
Die deutsche Synchronisation entstand nach der Dialogregie und einem Dialogdrehbuch von Raphael Wujanz im Auftrag der Metz-Neun Synchron Studio- und Verlags GmbH in Offenbach am Main.
| Darsteller          | Synchronsprecher    | Rolle        |
| ------------------- | ------------------- | ------------ |
| Katherine Waterston | Yvonne Greitzke     | Dabney       |
| Alexa Demie         | Fabienne Hesse      | Estee        |
| Ryder McLaughlin    | Cedric Eich         | Fourth Grade |
| Olan Prenatt        | Benjamin Stolz      | Fuckshit     |
| Lucas Hedges        | Marco Sven Reinbold | Ian          |
| Na-kel Smith        | Ricardo Richter     | Ray          |
| Gio Galicia         | Oskar Hansch        | Ruben        |
| Sunny Suljic        | Leo Amic            | Stevie       |
| Liana Perlich       | Julia Bautz         | Teresa       |